# 톰발리주

톰발리주

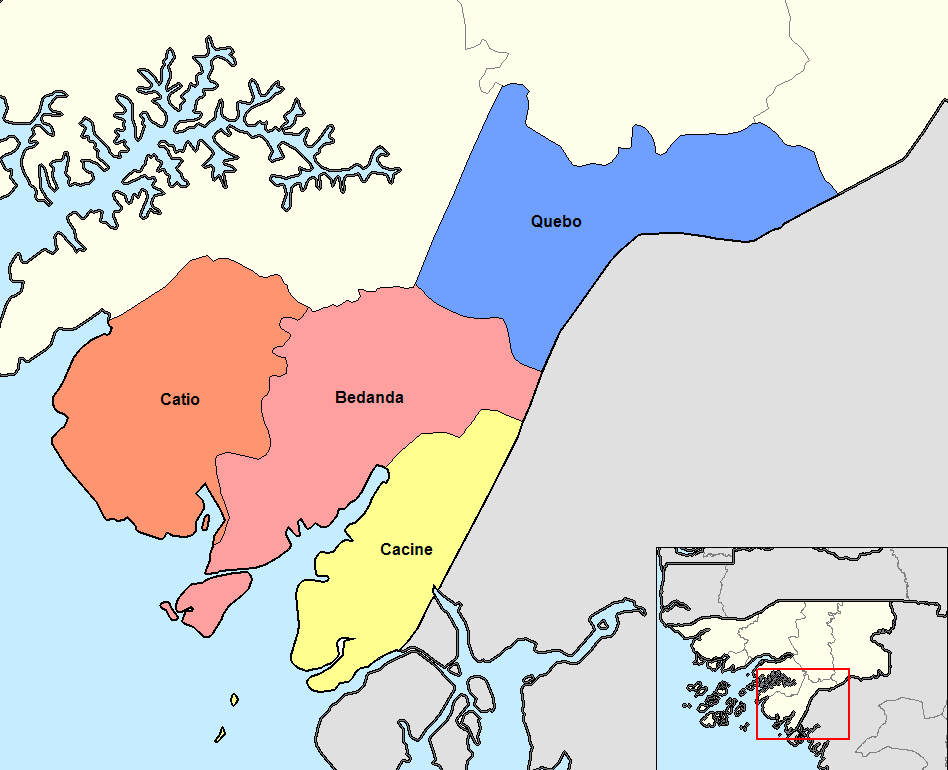
톰발리주의 하위 구역

톰발리주(포르투갈어: Tombali)는 기니비사우 남부에 위치한 주로, 주도는 카티우이며 면적은 3,736km2, 인구는 72,441명(2004년 기준)이다. 북쪽으로는 키나라주와 바파타주, 북동쪽으로는 가부주, 서쪽으로는 볼라마주와 인접해 있으며 동쪽과 남쪽으로는 기니와 국경을 맞대고 있다. 4개의 하위 행정 구역(베당다, 카시네, 카티우, 케부)을 관할한다.

## 같이 보기
- 기니비사우의 행정 구역